# Trentepohlia (Neomongoma) zernyi
Trentepohlia (Neomongoma) zernyi is een tweevleugelige uit de familie steltmuggen (Limoniidae). De soort komt voor in het Neotropisch gebied.